# Damery (Marna)

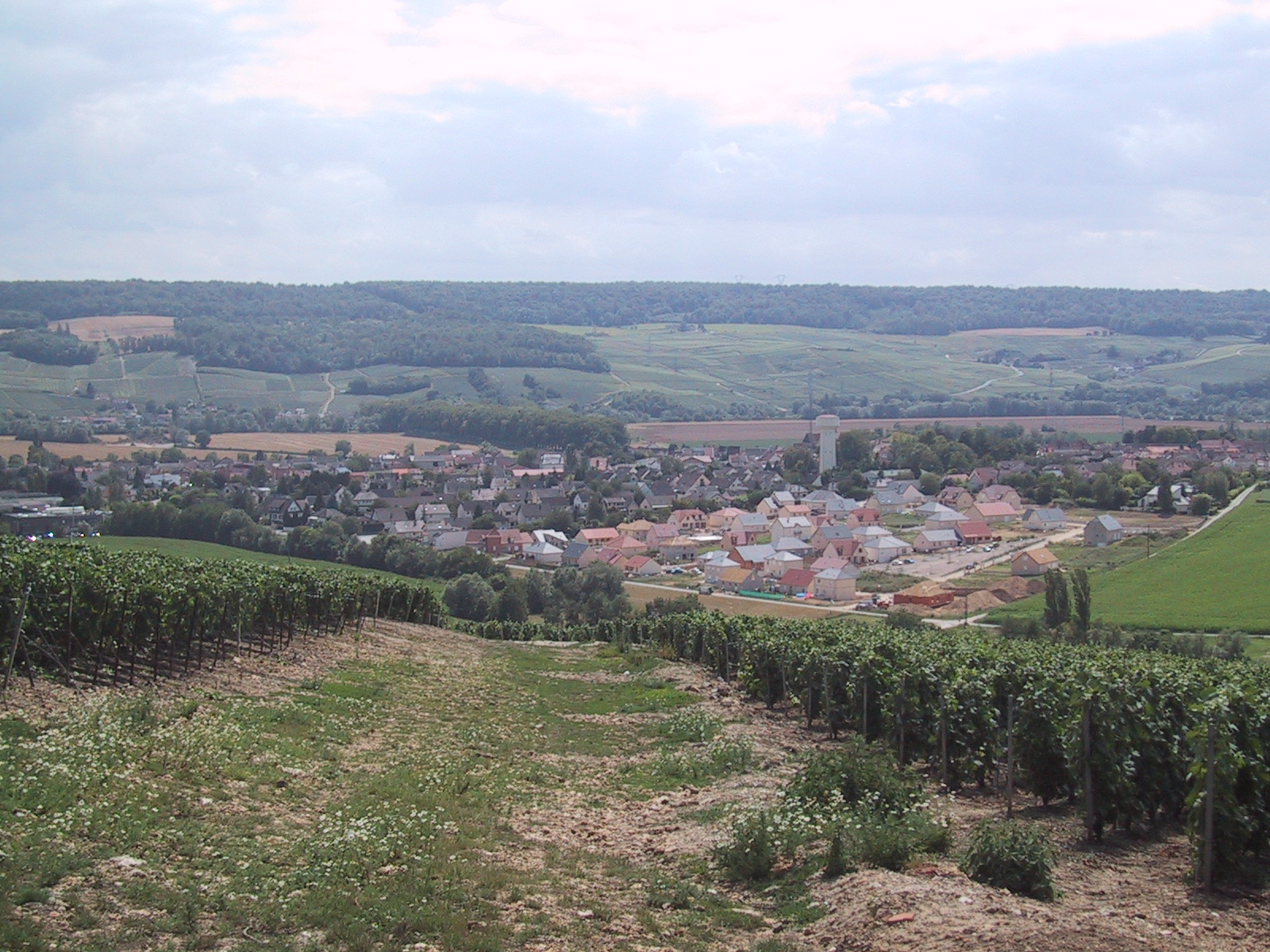
Damery

Damery – miejscowość i gmina we Francji, w regionie Grand Est, w departamencie Marna.
Według danych na rok 1990 gminę zamieszkiwało 1458 osób, a gęstość zaludnienia wynosiła 94 osób/km².